# Kogelamforacultuur
De kogelamforacultuur (Duits: Kugelamphoren-Kultur, ca. 3400-2800 v.Chr.) was een Noord-Europese neolithische cultuur. Ten zuiden en westen werd ze begrensd door de Badencultuur. In het noordoosten vindt men de kamkeramiekcultuur. Het gebied van de kogelamforacultuur valt grotendeels samen met dat van de voorafgaande trechterbekercultuur. Ze werd opgevolgd door de touwbekercultuur.
De naam werd bedacht door Gustaf Kossinna vanwege het karakteristieke aardewerk: bolvormige potten met twee tot vier handgrepen. Volgens de koerganhypothese neemt de kogelamforacultuur een belangrijke plaats in bij de verspreiding van de Indo-Europese talen. 

## Verspreiding

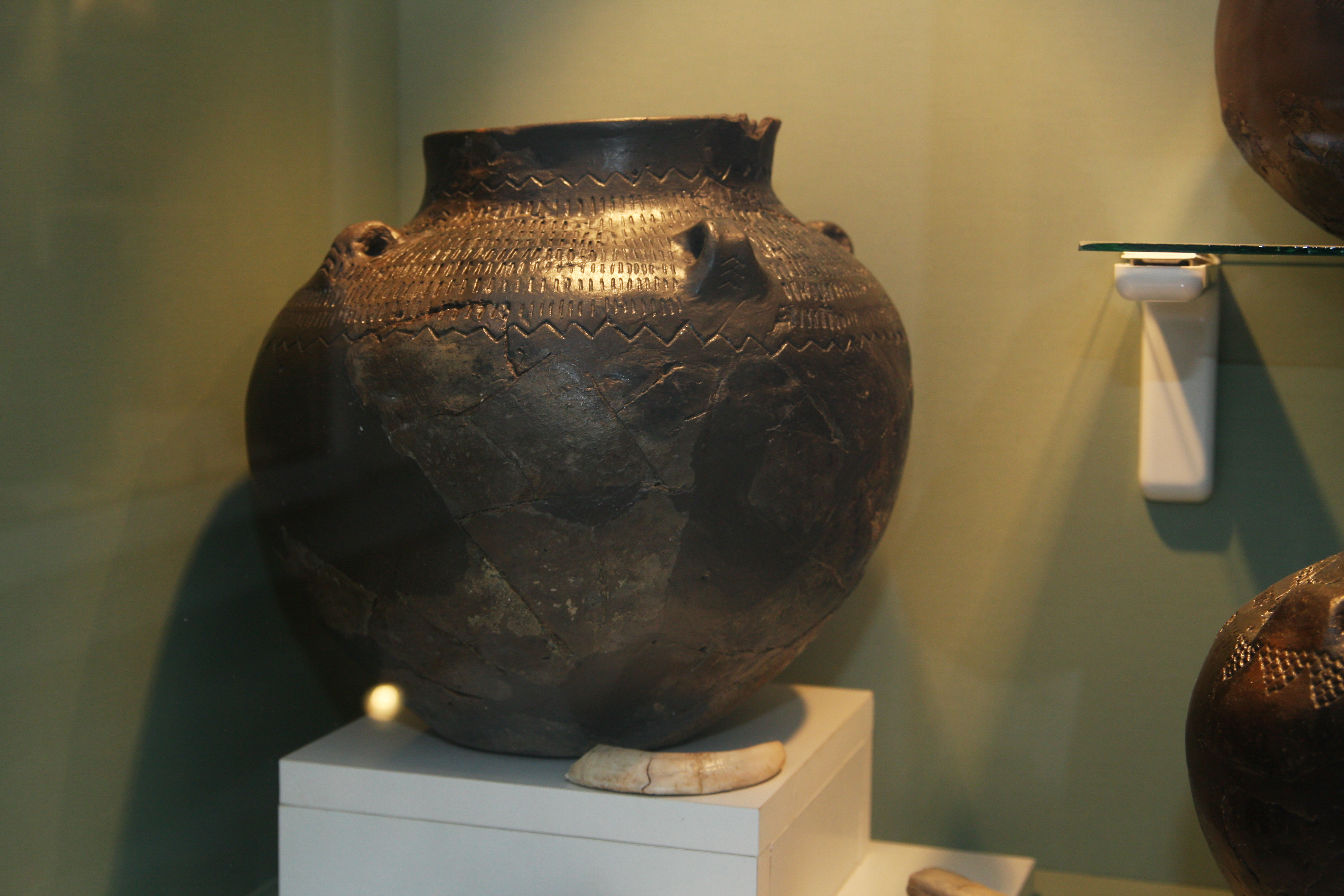
Kogelamfora uit Roemenië

De vindplaatsen zijn verspreid van de Wisła in het oosten tot de Elbe in het westen, met een uitbreiding in zuidelijke richting naar de Dnjestr en in oostelijke richting naar de Dnjepr. 
Ook ten westen van de Elbe zijn enige kogelamforen gevonden in hunebedden. De kogelamfora-vondsten in het Oost-Europese steppegebied worden doorgaans toegeschreven aan een vrij late verspreiding (2950-2350 v.Chr.) vanuit Wolynië en Podolië.

## Economie
De economie was gebaseerd op veeteelt: in het bijzonder varkens, in tegenstelling tot de voorkeur van de trechterbekercultuur voor rundvee. Nederzettingen zijn zeldzaam en van een bescheiden karakter, hetgeen een semi-nomadische levensstijl suggereert.

## Grafcultuur

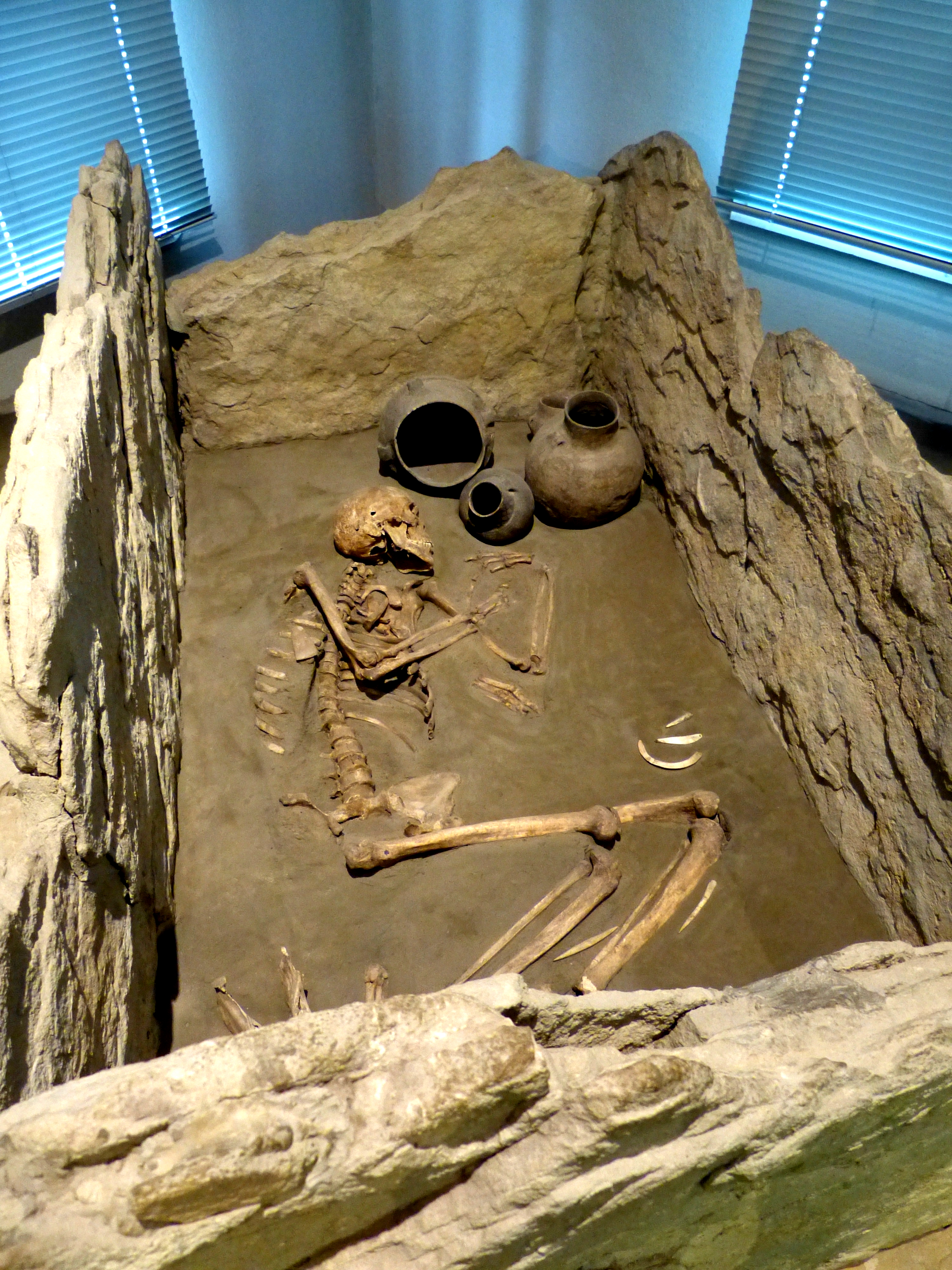
Steinkistengrab van de Kugelamphorenkultur (4000 v.Chr.) op de Derfflinger Hügel bij Kalbsrieth in het Museum für Ur- und Frühgeschichte in Thüringen

De kogelamforacultuur is vooral bekend van zijn graven. Begraving vond plaats in een kuil of steenkist. Een verscheidenheid van grafgiften omvat de typische bolvormige amforen en stenen bijlen, zowel als delen van dieren (zoals een varkenskaak) of zelfs hele dieren, bijvoorbeeld runderen. Er zijn ook graven van runderen, vaak in paren, vergezeld van grafgiften. Soms vindt men secundaire begravingen in megalithische graven.

## Interpretatie
Het meebegraven van dieren wordt gezien als een teken van de eerste migraties van de Indo-Europese jamnacultuur in Centraal-Europa. In deze context is deze cultuur wel geclaimd als de onderliggende cultuur van een Germaans-Balto-Slavisch continuüm.